# Oropallene metacaula
Oropallene metacaula là một loài nhện biển trong họ Callipallenidae. Loài này thuộc chi Oropallene. Oropallene metacaula được miêu tả khoa học năm 1995 bởi Child.